# Oakwood, Georgia
Oakwood är en ort i Hall County i delstaten Georgia, USA.